# Francesco Patti
Francesco Patti (Partinico, 20 settembre 1913 – Palermo, 1º febbraio 2004) è stato un ciclista su strada italiano.
Professionista e indipendente dal 1937 al 1956, vinse due edizioni del Giro di Sicilia e prese il via a due edizioni del Giro d'Italia.

## Carriera
Patti fu uno degli antesignani del ciclismo su strada in Sicilia. Pur gareggiando molto spesso quasi alla pari con gli "assi" attivi tra anni '30 e anni '40 (fu sesto al Giro dell'Umbria 1939, secondo alla Coppa dei Due Mari 1939, decimo al Giro del Lazio 1940, nono al Giro di Campania 1941, sesto al Giro dei Tre Mari 1949), e nonostante i piazzamenti al Giro d'Italia e le vittorie al Giro di Sicilia nel 1936 e nel 1948, non lasciò mai la Sicilia per trasferirsi al Nord e dedicarsi al professionismo. Gareggiò frequentemente, durante la sua carriera, con biciclette OVIS (Officine Velocipedi Industria Siciliana) costruite a Palermo.

## Palmarès
- 1936 (A.C. Trinacria, una vittoria)

Classifica generale Giro di Sicilia
- 1939 (U.S. Canelli, una vittoria)

Classifica generale Palermo-Trapani-Palermo
- 1947 (V.C. Trapani, due vittorie)

Gara d'Apertura - Reggio Calabria
Classifica generale Giro della Provincia di Trapani
- 1948 (Rinascita Palermo, due vittorie)

4ª tappa Giro di Sicilia (Siracusa > Enna)
Classifica generale Giro di Sicilia
- 1952 (OVIS, una vittoria)

Classifica generale Giro della Provincia di Catania
- 1955 (S.C. Patti Partinico, una vittoria)

5ª tappa Giro di Sicilia

### Altri successi
- 1939 (dilettanti)

Coppa Baretta (Battipaglia, criterium)
- 1947 (OVIS)

Piana Rosarno (criterium)
- 1949 (individuale)

Coppa Città di Crotone (criterium)
- 1951 (U.S. Notinese)

Coppa Città di Bagheria (criterium)
Coppa Orlando (criterium)
Coppa Notisone (Noto, criterium)
- 1952 (OVIS)

Coppa Città di Milazzo (criterium)
Coppa Lago di Pergusa (criterium)
- 1953 (OVIS Officine Velocipedi Industria Siciliana)

Coppa Cannatella (criterium)

## Piazzamenti

### Grandi Giri
- Giro d'Italia

1937: 19º
1940: 20º

### Classiche monumento
- Milano-Sanremo

1940: 66º
1949: 18º